# Kieran Clements
Kieran Clements (ur. 20 listopada 1993) – brytyjski lekkoatleta specjalizujący się w biegach długich.
W 2011 był dziewiąty w biegu indywidualnym oraz zdobył złoto w rywalizacji drużynowej na mistrzostwach Europy w biegach przełajowych. Rok później podczas kolejnej edycji przełajowych mistrzostw Europy zdobył dwa brązowe medale. 

## Rekordy życiowe
- bieg na 3000 metrów (hala) – 7:57,67 (2014)
- bieg na 3000 metrów (stadion) – 8:01,17 (2017)
- bieg na 5000 metrów (stadion) – 14:02,58 (2017)
- bieg na 5000 metrów (hala) – 13:53,54 (2015)